# Reimer Veldhuis
Reimer Willem Veldhuis (Groningen, 30 juli 1977) is een Nederlands jurist die sinds 2018 landsadvocaat is.
Veldhuis doorliep de middelbare school in Groningen en studeerde aan de Universiteit Utrecht, waar hij in 2003 cum laude afstudeerde in het staats- en bestuursrecht en in 2002 reeds in de geschiedenis van de internationale betrekkingen. Na zijn studie werd hij advocaat bij Pels Rijcken & Droogleever Fortuijn te Den Haag, waar hij zich specialiseerde in het bestuursrecht en werkte voor de praktijk van de landsadvocaat. Naast het bestuursrecht werkte hij ook in het civiele recht en strafrecht en adviseerde hij toezichthouders en lagere overheden. In 2009 en 2010 was hij enige tijd gedetacheerd bij de Autoriteit Financiële Markten.
Op 22 juni 2018 werd Veldhuis door minister Grapperhaus voorgedragen voor benoeming tot landsadvocaat, als opvolger van Bert-Jan Houtzagers die sinds 1999 landsadvocaat was en was benoemd tot staatsraad. De benoeming trad in werking op 1 september van dat jaar. Als landsadvocaat geeft Veldhuis leiding aan de sectie Centrale overheid van Pels Rijcken. Hij is betrokken geweest bij verschillende procedures die veel publiciteit trokken, waaronder de rechtszaak over de avondklok in 2021.
Op 9 september 2024 ontving hij als eerste landsadvocaat een waarschuwing van de Raad van Discipline.